# Qualificações para o Campeonato Europeu de Futebol de 2020 – Grupo G
O Grupo G das Qualificações para o Campeonato Europeu de Futebol de 2020 foi um dos dez grupos que decidiu os participantes do Campeonato Europeu de Futebol de 2020. As duas melhores seleções se classificaram.

## Classificação
|  | Equipes qualificadas para o Campeonato Europeu de Futebol de 2020 |
|  | Equipes classificadas para a repescagem                           |
|  | Equipes eliminadas                                                |

| Pos | Equipe             | Pts | J  | V | E | D | GP | GC | SG  | Classificado                     |  | Polónia | Áustria | Macedónia do Norte | Eslovénia | Israel | Letónia |
| --- | ------------------ | --- | -- | - | - | - | -- | -- | --- | -------------------------------- |  | ------- | ------- | ------------------ | --------- | ------ | ------- |
| 1   | Polónia            | 25  | 10 | 8 | 1 | 1 | 18 | 5  | +13 | Qualificado para o Eurocopa 2020 |  | —       | 0–0     | 2–0                | 3–2       | 4–0    | 2–0     |
| 2   | Áustria            | 19  | 10 | 6 | 1 | 3 | 19 | 9  | +10 | Qualificado para o Eurocopa 2020 |  | 0–1     | —       | 2–1                | 1–0       | 3–1    | 6–0     |
| 3   | Macedônia do Norte | 14  | 10 | 4 | 2 | 4 | 12 | 13 | −1  | Avança para a repescagem         |  | 0–1     | 1–4     | —                  | 2–1       | 1–0    | 3–1     |
| 4   | Eslovênia          | 14  | 10 | 4 | 2 | 4 | 16 | 11 | +5  | Eliminado                        |  | 2–0     | 0–1     | 1–1                | —         | 3–2    | 1–0     |
| 5   | Israel             | 11  | 10 | 3 | 2 | 5 | 16 | 18 | −2  | Avança para a repescagem         |  | 1–2     | 4–2     | 1–1                | 1–1       | —      | 3–1     |
| 6   | Letónia            | 3   | 10 | 1 | 0 | 9 | 3  | 28 | −25 | Eliminado                        |  | 0–3     | 1–0     | 0–2                | 0–5       | 0–3    | —       |

1. 1 2  Pontos de confronto direto: Macedônia do Norte 4, Eslovênia 1.

## Partidas
As partidas foram divulgadas pela UEFA em 2 de dezembro de 2018. Para as partidas em março e novembro é utilizado o fuso horário UTC+1 e para o restante é seguido o fuso horário UTC+2.
| 21 de março de 2019 | Áustria | 0 – 1     | Polónia    | Ernst-Happel-Stadion, Viena                          |
| 20:45               |         | Relatório | Piątek 69' | Público: 40 400 Árbitro: GRE Anastasios Sidiropoulos |

| 21 de março de 2019 | Macedônia do Norte             | 3 – 1     | Letónia              | Estádio Felipe II da Macedônia, Escópia   |
| 20:45               | Alioski 11' · Elmas 29', 90+3' | Relatório | Velkovski 87' (g.c.) | Público: 7 043 Árbitro: TUR Halis Özkahya |

| 21 de março de 2019 | Israel     | 1 – 1     | Eslovênia  | Estádio Sammy Ofer, Haifa                  |
| 20:45               | Zahavi 55' | Relatório | Šporar 48' | Público: 12 430 Árbitro: POR Tiago Martins |

| 24 de março de 2019 | Israel                            | 4 – 2     | Áustria            | Estádio Sammy Ofer, Haifa                      |
| 18:00               | Zahavi 34', 45', 55' · Dabour 66' | Relatório | Arnautović 8', 75' | Público: 16 180 Árbitro: UKR Yevhen Aranovskiy |

| 24 de março de 2019 | Polónia                    | 2 – 0     | Letónia | Estádio Nacional, Varsóvia                  |
| 20:45               | Lewandowski 76' · Glik 84' | Relatório |         | Público: 51 112 Árbitro: AZE Aliyar Aghayev |

| 24 de março de 2019 | Eslovênia | 1 – 1     | Macedônia do Norte | Estádio Stožice, Liubliana                           |
| 20:45               | Zajc 34'  | Relatório | Bardhi 47'         | Público: 9 872 Árbitro: ESP Xavier Estrada Fernández |

| 7 de junho de 2019 | Áustria         | 1 – 0     | Eslovênia | Wörthersee Stadion, Klagenfurt                |
| 20:45              | Burgstaller 74' | Relatório |           | Público: 19 200 Árbitro: BLR Aleksei Kulbakov |

| 7 de junho de 2019 | Macedônia do Norte | 0 – 1     | Polónia    | Arena Toše Proeski, Escópia                  |
| 20:45              |                    | Relatório | Piątek 47' | Público: 22 000 Árbitro: ITA Gianluca Rocchi |

| 7 de junho de 2019 | Letónia | 0 – 3     | Israel               | Estádio Daugava, Riga                     |
| 20:45              |         | Relatório | Zahavi 10', 60', 81' | Público: 5 508 Árbitro: RUS Sergei Ivanov |

| 10 de junho de 2019 | Macedônia do Norte     | 1 – 4     | Áustria                                                      | Arena Toše Proeski, Escópia                |
| 20:45               | Hinteregger 18' (g.c.) | Relatório | Lazaro 39' · Arnautović 62' (pen), 82' · Bejtulai 86' (g.c.) | Público: 10 501 Árbitro: RUS Aleksei Eskov |

| 10 de junho de 2019 | Letónia | 0 – 5     | Eslovênia                                           | Estádio Daugava, Riga                    |
| 20:45               |         | Relatório | Črnigoj 24', 27' · Iličić 29' (pen), 44' · Zajc 47' | Público: 4 011 Árbitro: SCO Kevin Clancy |

| 10 de junho de 2019 | Polónia                                                         | 4 – 0     | Israel | Estádio Nacional, Varsóvia                  |
| 20:45               | Piątek 35' · Lewandowski 56' (pen) · Grosicki 59' · Kądzior 84' | Relatório |        | Público: 57 229 Árbitro: GER Tobias Stieler |

| 5 de setembro de 2019 | Israel     | 1 – 1     | Macedônia do Norte | Estádio Turner, Bersebá                     |
| 20:45                 | Zahavi 55' | Relatório | Ademi 64'          | Público: 15 200 Árbitro: SWE Andreas Ekberg |

| 6 de setembro de 2019 | Áustria                                                                                       | 6 – 0     | Letónia | Red Bull Arena, Salzburgo                    |
| 20:45                 | Arnautović 7', 53' (pen) · Sabitzer 13' · Šteinbors 76' (g.c.) · Laimer 80' · Gregoritsch 85' | Relatório |         | Público: 16 300 Árbitro: IRL Robert Hennessy |

| 6 de setembro de 2019 | Eslovênia               | 2 – 0     | Polónia | Estádio Stožice, Liubliana                  |
| 20:45                 | Struna 35' · Šporar 65' | Relatório |         | Público: 15 231 Árbitro: RUS Sergei Karasev |

| 9 de setembro de 2019 | Letónia | 0 – 2     | Macedônia do Norte      | Estádio Daugava, Riga                   |
| 20:45                 |         | Relatório | Pandev 14' · Bardhi 17' | Público: 2 724 Árbitro: NOR Espen Eskås |

| 9 de setembro de 2019 | Polónia | 0 – 0     | Áustria | Estádio Nacional, Varsóvia                 |
| 20:45                 |         | Relatório |         | Público: 56 788 Árbitro: HUN Viktor Kassai |

| 9 de setembro de 2019 | Eslovênia                    | 3 – 2     | Israel                  | Estádio Stožice, Liubliana                  |
| 20:45                 | Verbič 43', 90' · Bezjak 66' | Relatório | Natkho 50' · Zahavi 63' | Público: 10 669 Árbitro: ENG Anthony Taylor |

| 10 de outubro de 2019 | Áustria                                     | 3 – 1     | Israel     | Ernst-Happel-Stadion, Viena                 |
| 20:45                 | Lazaro 41' · Hinteregger 56' · Sabitzer 88' | Relatório | Zahavi 34' | Público: 26 200 Árbitro: SCO William Collum |

| 10 de outubro de 2019 | Macedônia do Norte | 2 – 1     | Eslovênia          | Arena Toše Proeski, Escópia                 |
| 20:45                 | Elmas 50', 68'     | Relatório | Iličić 90+5' (pen) | Público: 16 500 Árbitro: NED Danny Makkelie |

| 10 de outubro de 2019 | Letónia | 0 – 3     | Polónia                  | Estádio Daugava, Riga                     |
| 20:45                 |         | Relatório | Lewandowski 9', 13', 76' | Público: 7 107 Árbitro: TUR Halis Özkahya |

| 13 de outubro de 2019 | Polónia                    | 2 – 0     | Macedônia do Norte | Estádio Nacional, Varsóvia                       |
| 20:45                 | Frankowski 74' · Milik 80' | Relatório |                    | Público: 52 894 Árbitro: ESP Antonio Mateu Lahoz |

| 13 de outubro de 2019 | Eslovênia | 0 – 1     | Áustria   | Estádio Stožice, Liubliana                |
| 20:45                 |           | Relatório | Posch 21' | Público: 15 108 Árbitro: TUR Cüneyt Çakır |

| 15 de outubro de 2019 | Israel                       | 3 – 1     | Letónia    | Estádio Turner, Bersebá                   |
| 20:45                 | Dabour 16', 42' · Zahavi 26' | Relatório | Kamešs 40' | Público: 9 150 Árbitro: NIR Arnold Hunter |

| 16 de novembro de 2019 | Eslovênia           | 1 – 0     | Letónia | Estádio Stožice, Liubliana                 |
| 18:00                  | Tarasovs 53' (g.c.) | Relatório |         | Público: 11 224 Árbitro: ROU Radu Petrescu |

| 16 de novembro de 2019 | Áustria               | 2 – 1     | Macedônia do Norte | Ernst-Happel-Stadion, Viena                 |
| 20:45                  | Alaba 7' · Lainer 48' | Relatório | Stojanovski 90+3'  | Público: 41 100 Árbitro: ENG Michael Oliver |

| 16 de novembro de 2019 | Israel     | 1 – 2     | Polónia                    | Estádio Teddy Kollek, Jerusalém                 |
| 20:45                  | Dabour 88' | Relatório | Krychowiak 4' · Piątek 54' | Público: 16 700 Árbitro: FIN Mattias Gestranius |

| 19 de novembro de 2019 | Macedônia do Norte | 1 – 0     | Israel | Arena Toše Proeski, Escópia              |
| 20:45                  | Nikolov 45+2'      | Relatório |        | Público: 5 573 Árbitro: ITA Paolo Valeri |

| 19 de novembro de 2019 | Letónia | 1 – 0     | Áustria | Estádio Daugava, Riga                           |
| 20:45                  | Ošs 65' | Relatório |         | Público: 2 781 Árbitro: ESP Alejandro Hernández |

| 19 de novembro de 2019 | Polónia                                       | 3 – 2     | Eslovênia               | Estádio Nacional, Varsóvia                  |
| 20:45                  | Szymański 3' · Lewandowski 54' · Góralski 81' | Relatório | Matavž 14' · Iličić 61' | Público: 53 946 Árbitro: GER Daniel Siebert |